# Sweetener
Sweetener é o quarto álbum de estúdio da artista musical estadunidense Ariana Grande, lançado em 17 de agosto de 2018 através da Republic Records. As sessões de gravação e composição iniciaram-se em julho de 2016, meses após o lançamento de Dangerous Woman. Grande queria experimentar novas direções musicais e, para isso, contou com a ajuda do compositor e produtor Pharrell Williams, com quem primeiramente desenvolveu "Sweetener", que definiu a musicalidade e o tema do álbum, além de servir como seu título, uma mensagem de transformar uma situação ruim numa melhor. As gravações foram interrompidas com o atentado ocorrido em 22 de maio de 2017 durante um show da Dangerous Woman Tour em Manchester; no período de pausa da turnê, a artista sofreu ataques de pânico e ansiedade, o que acabou inspirando uma série de novas canções, boa parte delas desenvolvidas com a equipe do produtor sueco Max Martin, seu parceiro Ilya e o compositor Savan Kotecha, colaboradores de longa data da cantora.
Grande teve maior destaque no envolvimento do projeto, servindo como produtora executiva juntamente com seu empresário Scooter Braun e co-compondo dez das quinze faixas. Gravado entre julho de 2016 e maio de 2018 em diversos estúdios nos Estados Unidos e Suécia, Sweetener é um álbum derivado dos gêneros pop, R&B e trap composto por canções dançantes, baladas lentas e dois interlúdios, explorando uma série de estilos musicais em sua composição, como hip hop, soul e EDM, além de leves influências de música urbana. Pharrell e as artistas Nicki Minaj e Missy Eliott participam das faixas "Blazed", "The Light Is Coming" e "Borderline", respectivamente. O disco apresenta letras que tratam de assuntos como o amor, sexualidade e liberdade sexual feminina, autocuidado e cura após momentos difíceis.
Um dos álbuns mais aguardados de 2018, Sweetener foi aclamado por críticos musicais, com elogios direcionados à sua produção, coesão, letras e à evolução musical de Grande, com alguns rotulando-o como o melhor da cantora até então. Consequentemente, foi incluído em uma série de listas reunindo os melhores de 2018, sendo eleito pela Billboard o melhor do ano, e rendeu à intérprete seu primeiro prêmio Grammy, na categoria de Best Pop Vocal Album. Jornalistas notaram que com a boa recepção do disco e a constante presença da cantora ao longo do ano, ela atingiu um novo patamar em sua carreira, conseguindo realizar a transição de estrela adolescente com uma fã-base de nicho para uma artista notada pelo público de massa, e sendo capaz também de se adaptar ao novo cenário da indústria musical e cultura popular. Foi igualmente bem recebido no campo comercial, liderando tabelas musicais em mais de 20 países, incluindo Austrália, Canadá, Portugal e Estados Unidos, onde estreou no topo da Billboard 200 registrando a melhor semana de estreia da artista até então.
"No Tears Left to Cry" foi lançada como o primeiro single do disco em 20 de abril de 2018, sendo aclamada pela crítica, liderando as tabelas de vários países e atingindo as cinco primeiras em uma série de outros territórios. "The Light Is Coming" foi lançada como single promocional em 20 de junho seguinte, junto com a pré-venda do álbum. "God Is a Woman" entrou nas dez primeiras em várias nações e foi indicada a um prêmio Grammy. "Breathin" foi enviada para rádios estadunidenses em 18 de setembro de 2018 como o terceiro e último single. Para a divulgação de Sweetener, Grande apresentou-se em premiações e programas televisivos e ainda realizou a mini-turnê The Sweetener Sessions. Ela deu início à Sweetener World Tour em 18 de março de 2019, percorrendo arenas na América do Norte e Europa.

## Antecedentes e desenvolvimento
Em maio de 2016, Grande lançou seu terceiro álbum de estúdio Dangerous Woman, bem recebido por críticos musicais e indicado ao Grammy de Best Pop Vocal Album na edição de 2017 da cerimônia. Quatro singles foram lançados do projeto, com a faixa-título e "Side to Side" tendo maior destaque: a primeira foi indicada a Best Pop Solo Performance também em 2017 e teve o pico na oitava posição da Billboard Hot 100, enquanto a segunda foi a mais bem sucedida dos lançamentos, alcançando o quarto posto da tabela supracitada e entrando nos dez primeiros em vários países.
Em novembro de 2016, Grande revelou que estava começando a trabalhar em seu quarto álbum de estúdio, comentando que "não pretendia fazer um álbum, e não sei se ele está pronto, mas tenho muitas canções de que gosto muito. Eu tenho trabalhado muito, e estive criando e me sentido inspirada". Pharrell Williams confirmou seu envolvimento no álbum, descrevendo-o como "incrível" e dizendo para o Los Angeles Times que "as coisas que ela tem a dizer nesse álbum estão em um nível muito superior". Martin e Kotecha também vieram a ser confirmados no trabalho, e o empresário da cantora, Scooter Braun, comentou à revista Variety que o disco teria um som mais maduro, declarando: "Ela tem uma voz extraordinária e está na hora dela cantar as canções que a definem (...) Whitney, Mariah, Adele — quando elas cantam, a canção se torna delas. Ariana tem grandes momentos vocais, é hora das canções dela".
As sessões de gravação e composição iniciaram em julho de 2016, enquanto Grande ainda estava divulgando seu disco anterior, com Pharrell. Ela deu início aos trabalhos sem qualquer pretensão de datas — uma liberdade que aproveitou — e queria experimentar novas direções musicais, sugerindo-o que a levasse a "algum lugar completamente novo" e que "primeiramente fizessem a coisa mais esquisita que pudessem". Ariana também teve maior liberdade criativa e musical no desenvolvimento do material, servindo como produtora executiva em conjunto com Braun e coordenando as sessões de forma que as canções transmitissem seus sentimentos e soassem autênticas. Em entrevista para a Time, ela comentou: "[Antes] eu estava muito animada somente sobre cantar. Eu co-escrevia, mas nunca estava [totalmente] envolvida". Eles contaram com Wandy Goldstein no processo de A&R, coordenado por Kenneth Jarvis III.

## Gravação e produção

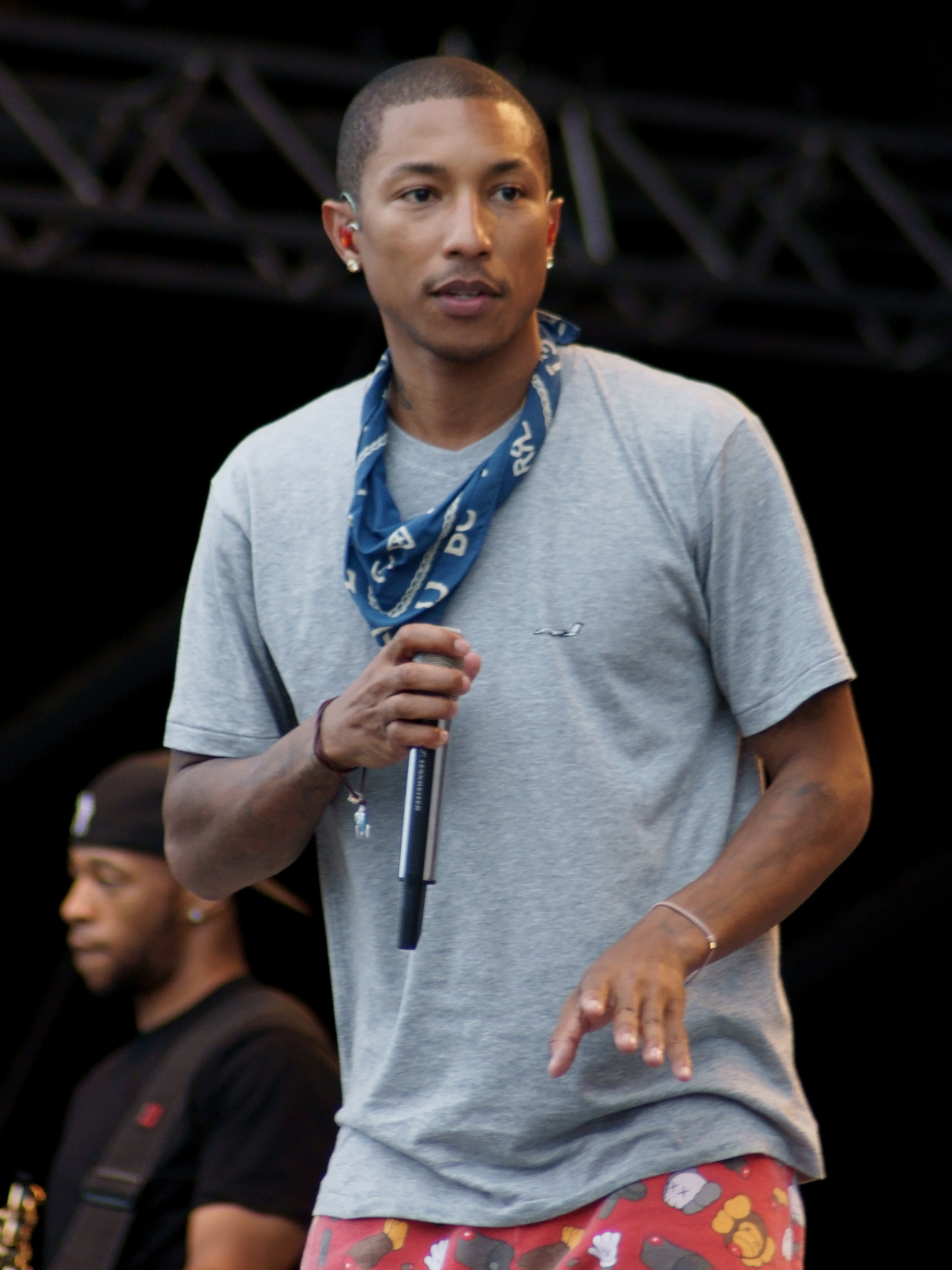
As sessões de gravação de Sweetener tiveram início com Pharrell Williams, que acabou servindo como o produtor principal do disco.

A primeira canção a ser composta e gravada foi a faixa-título, que além de intitular o projeto, definiu ainda a musicalidade e o tema. Pharrell serviu como o produtor principal do álbum, colaborando em outras seis canções, além de participar da faixa "Blazed". Segundo Grande, ele sentou-se com ela, apontou para o seu coração e lhe disse que era hora de mostrar aos seus fãs o que ela estava realmente sentindo. Williams, por sua vez, descreveu seu trabalho como "parte ouvinte, parte terapeuta [e] parte estenógrafo". "The Light Is Coming" foi concebida especialmente para ser uma parceria; insatisfeita após testar oito rappers, Grande entrou em contato com Nicki Minaj via mensagem, que respondeu convidando-a para ouvir seus versos. "É isso que Nicki Minaj faz, ela eleva uma música. Se você vai ter um rapper numa música, eles precisam estar lá por algum motivo, e ela está lá sempre", afirmou a cantora. Composta e produzida por Pharrell para Beyoncé, que acabou por descartá-la embora a tenha gravado sob o título de "Wake Up", "R.E.M" foi regravada por Grande com letras e arranjos vocais novos. "Borderline" tem a participação de Missy Elliott, com quem a intérprete quis colaborador desde jovem, dançando as canções da artista e assistindo seus vídeos musicais.
Em 22 de maio de 2017, ocorreu um atentado em Manchester após Grande terminar seu show da Dangerous Woman Tour; o evento interrompeu as sessões e fez a cantora ficar relutante em gravar novas músicas, preferindo passar seu tempo com sua família devido ao impacto emocional causado. Já tendo crises de ansiedades anteriormente, ela ficou psicologicamente abalada com o acontecimento e teve "tonturas muito intensas, como se não conseguisse respirar". A cantora compartilhou a experiência com Williams e juntos compuseram "Get Well Soon", que a ajudou a lidar com o trauma do ataque e foi descrita por ela como "provavelmente uma das mais importantes que já escrevi". Pharrell disse que o atentado em Manchester "foi quando diferentes pessoas da gravadora começaram a entendem de verdade o que estávamos tentando fazer", enquanto Ariana declarou: "Eu me senti mais obrigada a explorar meus sentimentos porque estava passando mais tempo com eles. Eu estava falando mais sobre eles. Estava [indo] mais à terapia".

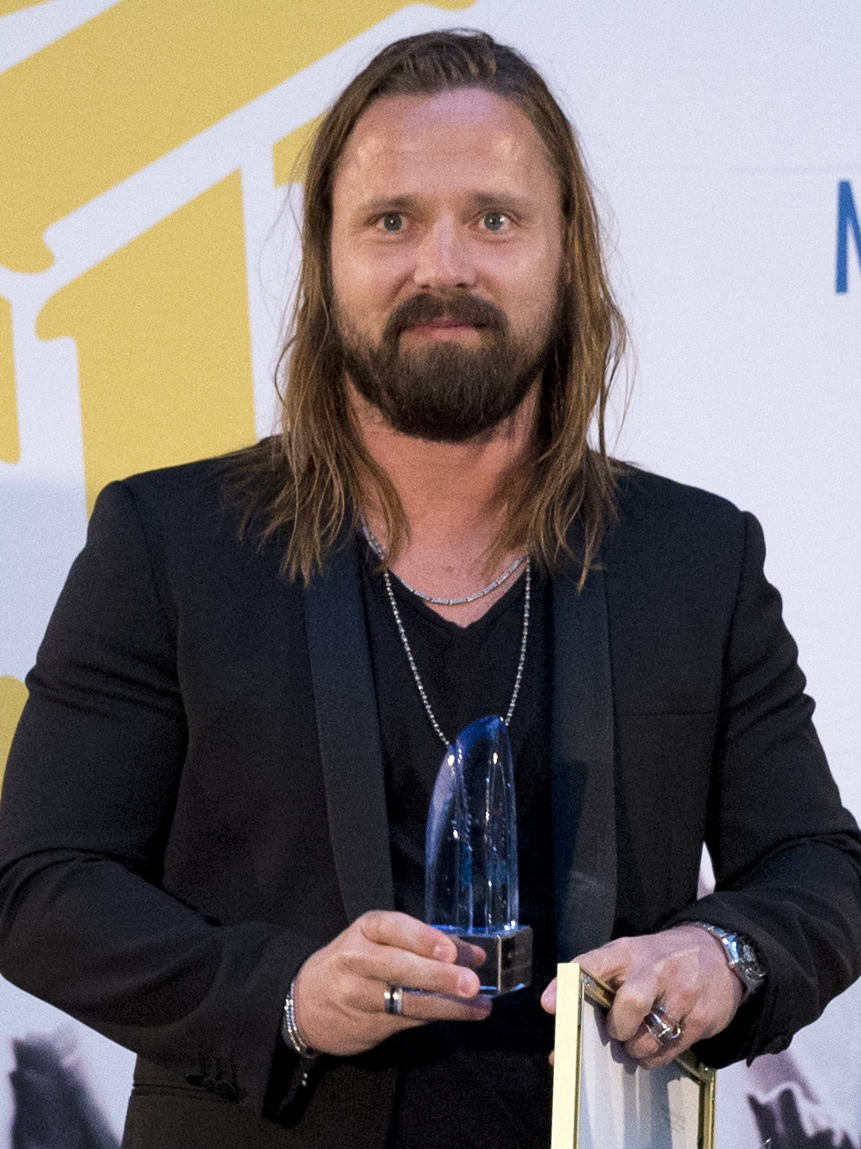
Grande parte das gravações realizadas após o atentado em Manchester ocorreram com a equipe de Max Martin, com cinco das produções sendo inclusas no álbum.

Terminados os trabalhos com Pharrell, a artista contatou colaboradores de longa data para participar de Sweetener: os produtores suecos Max Martin e Ilya Salmanzadeh, e o compositor Savan Kotecha, com os quais foram feitas quatro canções. "No Tears Left to Cry", a primeira a ser desenvolvida com esta equipe, foi inspirada pelo trauma causado pelo atentado. A intérprete idealizou uma faixa que começaria como uma balada e se transformaria em algo diferente, desejando que fosse algo mais obscuro e inesperado, e sugeriu que os versos e os refrões tivessem tons diferentes. Assim como "Get Well Soon", a principal inspiração para "Breathin" surgiu após Grande sofrer ataques de pânico e ansiedade, algo que ela já havia experienciado antes e também vieram à tona novamente após o ocorrido em Manchester. "God Is a Woman" foi originalmente concebida por Kotecha, que criou conceitos para o refrão, o título e a melodia e a desenvolveu com Ilya, pretendendo que fosse gravada por um rapper com participação de alguma cantora, com Camila Cabello gravando uma demo para a ocasião. Em seguida, Ilya teve a ideia de entregar a demo para Grande, na intenção de que ela servisse como convidada, porém Ariana se interessou pelo que ouviu e acabou ficando com o tema, escrevendo novas letras de um ponto de vista feminino.

"Elas são partes da minha vida que eles adorariam saber e [de] épocas difíceis pelas quais eu passei no último um ano e meio que eles merecem conhecer porque me amam e se preocupam comigo indefinitivamente. Não quero esconder nenhuma dor deles porque eu consigo me relacionar com a dor deles. Por que não incluí-las?"

—Grande explicando o motivo de re-incluir cinco canções no alinhamento de Sweetener.
Originalmente, o álbum contaria com apenas dez canções, porém Grande acabou por recolocar cinco músicas que seriam descartadas, sendo três das sessões com Pharrell, uma com Martin e uma com o colaborador antigo Tommy Brown. Ela considerou que as faixas eram "muito honestas emocionalmente" e deixariam seus fãs preocupados, mas decidiu recolocá-las após alguns dos medos expostos nas composições virarem realidade. A primeira delas foi "Better Off", ao que a cantora explicou: "Eu não iria colocá-la no álbum porque eu não achei que estaria onde estou agora na minha vida. Foi quase muito honesta em relação ao que eu estava receosa que acontecesse, e então a vida mudou, coisas aconteceram e eu fiquei tipo, 'Quer saber? Essa música é linda é algo que é honesto'". A última faixa a ser gravada para o disco foi o interlúdio "Pete Davidson", que seria somente intitulado "Pete". Grande explicou a decisão do novo título em resposta a um fã no Twitter: "A música vive para sempre. Ela sobrevive a qualquer tatuagem, a qualquer memória, a qualquer coisa, até a mim mesma, então quero que o meu amor por ele e como eu me sinto sejam parte disso".
As gravações de Sweetener terminaram em maio de 2018, ocorrendo em diversos estúdios: Glenwood Place Studios em Burbank, Califórnia; Jungle City Studios e Germano Studios em Nova Iorque; Chalice Recording Studios, Conway Recording Studios e East West Studios em Hollywood, Califórnia; MXM Studios e The Lunchtable em Los Angeles, Califórnia; Midnight Blue Studios e South Beach Studios em Miami, Flórida; e District 4-12 em Northridge, Califórnia, todos nos Estados Unidos, além dos MXM Studios e Wolf Cousins Studios em Estocolmo, Suécia. A mixagem foi realizada por Ilya, Phil Tan, Manny Marroquin e Serban Ghenea, ocorrendo nos Callanwolde Fine Arts Center em Atlanta, Geórgia e MixStar Studios em Virginia Beach, Virgínia, enquanto a masterização de todo o disco foi feita por Randy Merrill nos Sterling Sound em Nova Iorque.

## Lançamento e divulgação
Grande anunciou o título do álbum durante sua participação no The Tonight Show Starring Jimmy Fallon em 1º de maio de 2018, assim como os nomes de algumas canções: "Raindrops", "God Is a Woman", "R.E.M.", "Borderline" e "The Light Is Coming". Sobre o significado do título do disco, explicou que se tratava de "trazer luz para uma situação ou para a vida de alguém, ou alguém trazer luz para a sua vida. [A]doçar a situação", reforçando para a Time que o nome serve como uma mensagem de transformar uma situação ruim numa melhor: "Quando você recebe um desafio, em vez de ficar sentado e reclamar, por que não tenta fazer algo bonito?". Em seu Twitter, a artista escreveu: "Eu sei que algumas pessoas ainda não entendem o título, mas o conjunto das músicas é como adoçante. Como [um] agave quente e gostoso. E nuvens. Com um pouco de choro e sexo no lado". Grande já havia revelado o título do disco anos antes, através de uma postagem no Instagram legendada com a palavra. Ainda no programa a cantora revelou que ocorreriam eventos relacionados ao álbum nos dias 20 dos três meses seguintes, começando em maio com a performance de "No Tears Left to Cry" nos Billboard Music Awards de 2018, e confirmou o seu lançamento para o verão boreal de 2018.
"No Tears Left to Cry" foi apresentado na televisão pela primeira vez na atração de Fallon, embora o tenha interpretado-o anteriormente em 20 de abril durante o show do DJ norueguês Kygo no Coachella Valley Music and Arts Festival. Ela veio a cantá-lo em 4 de maio no evento Youtube Brandcast, juntamente com "Side to Side" e "Dangerous Woman", concedendo outra performance no programa no dia 15 em conjunto com o apresentador e a banda The Roots, usando o Nintendo Labo e Switch como instrumentos. Na apresentação realizada nos Billboard Music Awards, Ariana foi caracterizada com uma tiara em seu cabelo, usando um mini-vestido preto, meias longas da mesma cor e botas de cano alto com saltos-altos, enquanto o cenário apresentou uma uma série de colunas e arcos com projeções de tijolos e nuvens. Grande participou do festival Wango Tango, realizado no dia 2 de junho de 2018 em Los Angeles, Califórnia, onde cantou "No Tears Left to Cry" e faixas de seu repertório antigo, interpretando ao vivo pela primeira vez "The Light Is Coming". Na mesma ocasião, ela anunciou que a pré-venda do álbum teria início em 20 de junho de 2018, acompanhada pelo lançamento de "The Light Is Coming". No dia da pré-venda, foi confirmado que o disco seria lançado em 17 de agosto de 2018. A capa do álbum foi revelada em 19 de junho através da conta sweetener no Instagram, depois de postagens de várias fotos para completar a gravura final. Designada de cabeça para baixo, a foto apresenta o rosto de Grande, caracterizada com o cabelo platinado. Da mesma forma, a lista de faixas foi revelada por completo em 19 de julho.

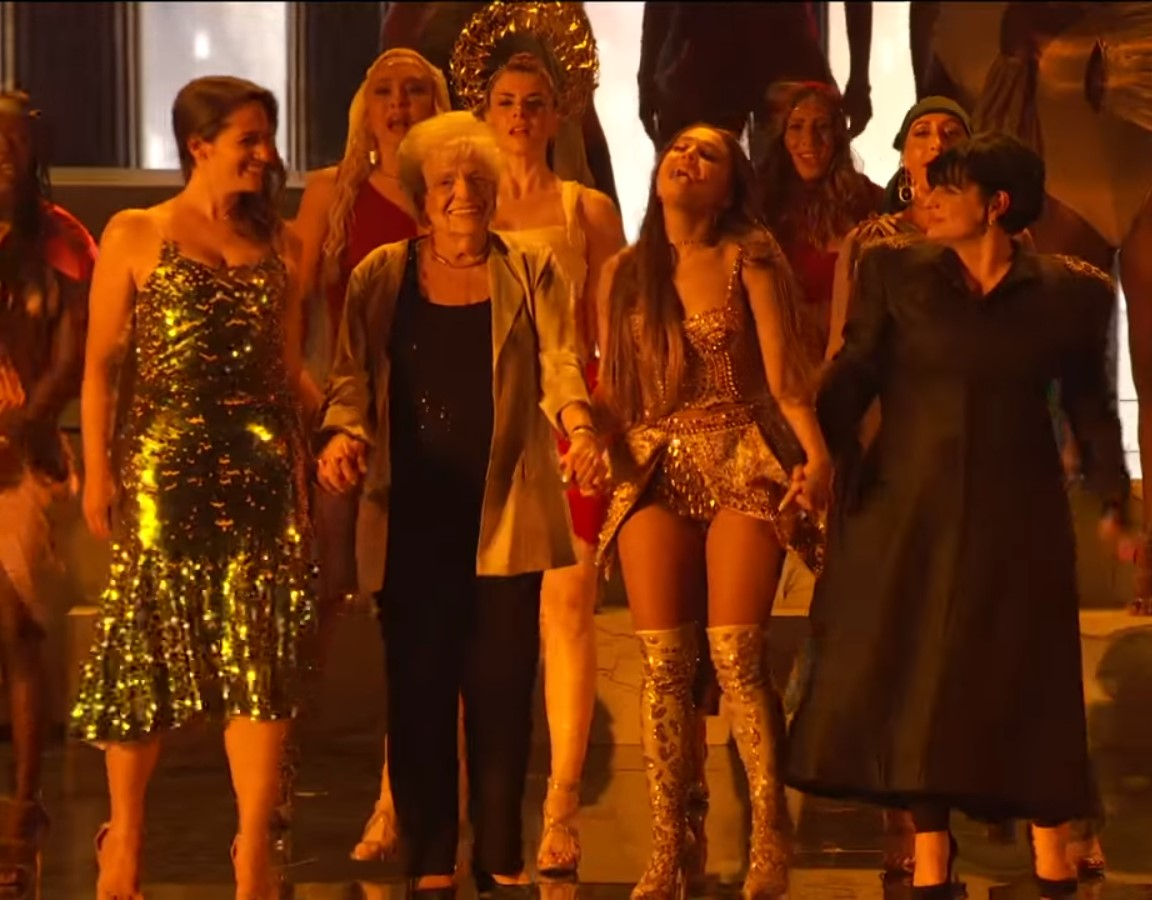
Grande cantando "God Is a Woman" nos MTV Video Music Awards de 2018.

No dia 7 de agosto, a musicista realizou uma "festa do pijama" para fãs em Los Angeles, apresentando algumas canções do álbum e em seguida dando uma entrevista para o The Zach Sang Show. A cantora participou do segmento "Carpool Karaoke" do programa The Late Late Show with James Corden, exibido em 15 de agosto, onde apresentou "God Is a Woman", "No Tears Left to Cry" e "Side to Side", além de uma regravação de "It's All Coming Back to Me Now", de Celine Dion. Em simultâneo com a distribuição global do produto em CD, download digital e streaming no dia 17 de agosto de 2018, ocorreu o lançamento da edição física japonesa, contendo um karaokê de "No Tears Left to Cry" como faixa bônus e um DVD apresentando os vídeos desta e de "The Light Is Coming". A cantora realizou uma festa de lançamento online para o disco, na qual interpretou canções do projeto e respondeu perguntas de fãs do mundo inteiro; a entrada, custeada a 12 dólares, deu direito a uma cópia digital do trabalho por pessoa. Ariana disponibilizou diversos produtos em sua loja virtual, com os quais fãs dos Estados Unidos teriam direito a uma cópia do álbum e acesso à pré-venda dos ingressos para a sua futura turnê. Uma tática similar foi aplicada a partir de 23 de agosto de 2018 no Snapchat, onde foi adicionado um filtro de uma máscara de cores pastel com o título do disco, que poderia ser comparada através do próprio aplicativo e também garantia acesso à pré-venda de ingressos, válida para fãs de todo o mundo. Considerado um dos álbuns mais aguardados de 2018, Sweetener foi adicionalmente comercializado nos formatos de fita cassete e vinil, disponibilizados para o mundo inteiro a partir de 22 de agosto e 26 de outubro, respectivamente.
Ariana interpretou "God Is a Woman" nos MTV Video Music Awards de 2018, realizados em 20 de agosto, recriando a Última Ceia com uma coreografia lenta e elaborada acompanhada por 50 dançarinas. Ela usou um mini-vestido dourado e botas de cano alto, ficando junto com o grupo na frente de diversas colunas, com o cenário contendo projeções cósmicas. No final da performance, a intérprete andou de mãos dadas pelo palco com sua mãe, Joan, sua avó, Marjorie, e sua prima, Lani. Dois dais depois, a artista concedeu uma entrevista para o programa Good Morning America e cantou uma versão acústica de "God Is a Woman". Ela realizou uma série de concertos promocionais em teatros, intitulada The Sweetener Sessions, apresentando-se nos dias 20 — logo após os MTV Video Music Awards — em Nova Iorque, 22 em Chicago e 25 daquele mês em Los Angeles. Uma data extra foi feita em Londres no dia 28. A artista estrelou um especial televisivo de uma hora concebido pela BBC, intitulado Ariana Grande at the BBC e transmitido em 1º de novembro. O produto contou com performances de canções de Sweetener e de outras do repertório anterior da cantora, apoiadas por uma orquestra feminina, intercaladas com entrevistas feitas com a apresentadora Davina McCall. Em 7 de novembro de 2018, Grande interpretou "Breathin" e "Thank U, Next" no The Ellen DeGeneres Show.
A Sweetener World Tour teve início em 18 de março de 2019 em Albany, Nova Iorque, com duração até outubro seguinte. Uma apresentação especial em Manchester também está sendo planejada.

## Composição

### Temas e influências na composição

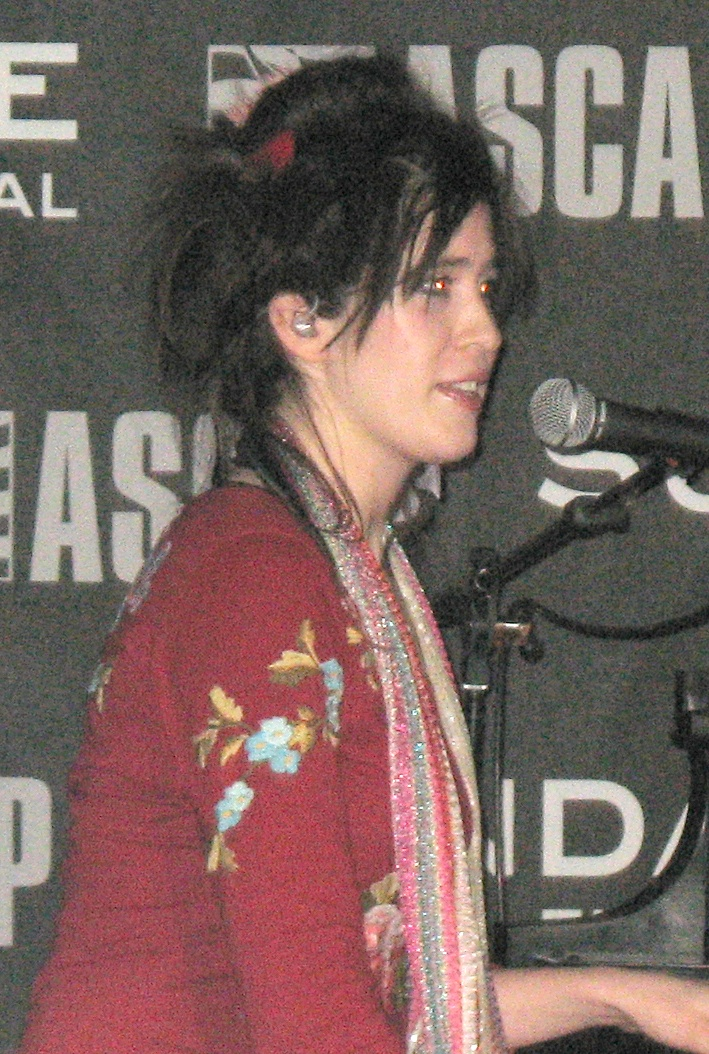
Imogen Heap foi citada por Grande como uma de suas inspirações musicais que "abençoaram" Sweetener, com a faixa "Goodnight n Go" sendo uma regravação de Heap.

Grande referiu-se a Sweetener como um álbum "definitivamente mais pessoal" do que seus anteriores e uma versão mais madura de Dangerous Woman, notando que este era mais maduro do que o antecessor My Everything (2014) e este, por sua vez, mais maduro do que o seu primeiro disco Yours Truly (2013). Explicando o seu título para a Vogue britânica, ela avaliou que a composição "soa tão jovem e despretensiosa no começo, mas quando você ouve a música você entende do que realmente se trata". O trabalho é composto por quinze faixas, dez co-compostas pela cantora; quanto à produção, sete foram realizadas por Pharrell Williams, cinco por Ilya — sendo duas elaboradas juntamente com Max Martin — e três por Tommy Brown, com Hit-Boy, Brian Malik Baptiste, Charles Anderson e Michael Foster também sendo creditados como produtores. Instrumentos como guitarras, cordas, baixo, baterias, teclados e percussão servem de apoio às canções.
No âmbito musical, Sweetener consiste de faixas predominadas pelos gêneros pop, R&B e trap, fundindo elementos da house music, funk, soul e hip hop em suas batidas e produções. O produto também explora uma diversidade de outros estilos, como tropical house, EDM e synthpop, além de influências minimalistas da música urbana. Elias Leight, da Rolling Stone, notou a influência do trap em pelo menos cinco composições do álbum e argumentou que Grande foi uma das recentes cantoras pop a experimentar o trap em suas produções, exemplificando Selena Gomez, Taylor Swift, Kelly Clarkson e Demi Lovato, enquanto Stephen Thomas Erlewine, do portal Allmusic, escreveu que o disco "aprofunda as tendências R&B de Dangerous Woman". Melodias e harmonias diversas constituem a estrutura do álbum, incluindo músicas de andamento acelerado e baladas sentimentais de ritmo lento.
| “ | Eu sempre fui apenas uma coisa sensual do tipo 'brilhe, cante, 5-6-7-8, [expressão] sensual, dance'. Mas agora é mais tipo, 'ok, é uma música muito boa — mas é uma mensagem. É incrível mas também tem pedaços na minha alma nela. Ah, eu também chorei dez mil vezes na sessão escrevendo-a para vocês. Aqui está o meu coração sangrando, e aqui está uma batida trap por trás dele'. Definitivamente, há algumas canções de 'chorar na pista de dança' nesse álbum. | ” |
|   | — Grande explicando a evolução lírica e musical de Sweetener em relação aos seus trabalhos anteriores para a revista The Fader. |   |

Sweetener representa também uma mudança no estilo vocal realizado por Grande em suas canções; ela comentou para o The Zach Sang Show que "o que eu mais amo sobre esse projeto, sonoramente, é que tudo que eu fiz foi cantar no meu doce registro baixo". As formas vocais adotadas por ela incluem interpretações cantadas, fluxos de rap, harmonias e spoken word, além de diferentes alcances e tons. Duas canções, "God Is a Woman" e "Get Well Soon", apresentam trechos em que diversas vozes são ouvidas repetidamente e colocadas sob camadas densas, dando a impressão de que é um coral, mas na verdade são os vocais da artista unidos e multiplicados, algo descrito pela cantora "como se eu estivesse falando com meus pensamentos na minha cabeça e eles estão cantando de volta para mim". Vocais de apoio foram fornecidos pela artista em todo o álbum, e pelo produtor Ilya nas canções "God Is a Woman" e "Breathin". Três participações são incluídas no disco: Pharrell em "Blazed", Nicki Minaj em "The Light Is Coming" e Missy Elliott em "Borderline", todas produzidas por Williams, que fornece vocais adicionais em "R.E.M" e "Sweetener".
Liricamente, as canções tratam de temas como o amor correspondido e em sonhos, relacionamentos tóxicos, amor próprio, sexualidade e liberdade sexual feminina, comentários da mídia e da sociedade em relação às vidas individuais, autocuidado e cura após traumas e momentos difíceis — dois tópicos particularmente inspirados pelo atentado de Manchester, embora Grande e Pharrell já tivessem desenvolvido canções com temáticas semelhantes antes do ocorrido. Anne T. Donahue, da Cosmopolitan, resumiu que a musicista "combina a natureza multi-facetada do que significa ser uma pessoa num disco que ajuda a articular a dor, as complicações, a alegria, a liberdade e a força necessária para estar vivo". No que se refere a artistas, Grande disse que duas de suas maiores inspirações ajudaram a "abençoar" o álbum: Madonna, que proclama um monólogo no vídeo de "God Is a Woman", e Imogen Heap, com uma regravação de sua canção "Goodnight n Go" sendo incluída no disco. O compositor Savan Kotecha, em entrevista à Vulture, revelou que diversos artistas, álbuns e canções que Ariana costumava ouvir quando mais nova serviram de influências, como The Miseducation of Lauryn Hill (1998) e músicas de Brandy Norwood.

### Estrutura musical e letras
Sweetener começa com o interlúdio "Raindrops (An Angel Cried)", uma regravação à capela de 37 segundos de "An Angel Cried", canção de 1964 da banda The Four Seasons composta por Bob Gaudio. A segunda faixa, "Blazed", apresenta a participação de Pharrell e funde elementos do R&B com influências funk, com o arranjo musical incluindo tons ascendentes e percussão acelerada; Grande usa o registro baixo de seus vocais, interpretando a obra de forma sutil e aerada, e alterna versos com Pharrell na ponte. Em termos líricos, carrega uma mensagem de conexão amorosa. "The Light Is Coming", parceria com a rapper Nicki Minaj, é uma canção electropop e dance-pop com influências R&B, hip hop e dancehall. Sua produção inclui batidas agitadas, baterias rápidas e sintetizadores, e um trecho vocal proeminente de um homem discutindo com o ex-senador Arlen Specter: "Você não deixa ninguém falar e em vez disso!". Liricamente, fala sobre os constantes julgamentos e críticas das pessoas com "suas opiniões barulhentas, tornando-os isolados aos outros e à luz". Considerada pela cantora sua favorita de Sweetener, a canção seguinte "R.E.M" é uma faixa R&B de ritmo moderado, com batidas eletrônicas de doo-wop e instrumentação leve. A entrega vocal de Grande é variada, com interpretação lenta e suave, mas também incorporando rap, harmonias e spoken word. Williams fornece vocais adicionais nesta obra. Seu título refere-se ao sono REM, e a obra fala sobre "sonhar com alguém na sua vida" e um "relacionamento que se mistura entre o mundo dos sonhos e a realidade", retratado como um encontro imaginado pela cantora em seus sonhos, evidenciado por trechos como "Noite passada, garoto, eu encontrei você / Quando eu estava dormindo / Você é um sonho para mim".
"God Is a Woman" é uma canção pop de andamento acelerado que funde elementos do hip hop, com produção e batidas trap, influências de reggae e soft rock, e um arranjo construído com o uso de teclados, baixo, guitarras e baterias. Grande realiza "acrobacias vocais", além de interpretações cantadas e com fluxos de rap; em determinado momento, são ouvidos vocais em camadas com diferentes tons, similar a um coral, mas é somente a voz da artista multiplicada. Suas letras contêm mensagens de feminilidade, sexualidade e liberdade feminina e espiritualidade, com a cantora declarando que seu parceiro dirá que "Deus é mulher" depois de passar uma noite com ela. A faixa-título é a seguinte e deriva do hip hop e do soul; sua estrutura apresenta harmonias vocais apoiadas por acordes de piano, seguida por batidas trap no refrão, com Williams prestando vocais adicionais. As letras falam sobre autocuidado e empoderamento e contém duplos sentidos sobre sexo, com Grande cantando: "Quando a vida nos dá cartas / Faz tudo parecer salgado / Você surge como o adoçante que você é / Para acabar com o gosto amargo". "Successful" contém percussão programada e alternações de alcances vocais, e fala sobre "meninas se sentindo bem sobre seu sucesso [e] celebrando umas as outras", uma mensagem evidenciada no refrão: "É muito bom ser jovem e se divertir e ser bem sucedida / Eu sou muito bem sucedida". "Everytime" é uma canção trap-pop e R&B cujo conteúdo lírico retrata um relacionamento onde a atração acaba se tornando uma obsessão e a cantora volta com seu companheiro várias vezes, mesmo ele a magoando sempre. "Breathin" deriva do pop e do dance-pop, com influências synthpop, uma produção disco-EDM, momentos vocais à capela e baterias eletrônicas, reminiscente a produções dos anos 1980. Sua letra retrata os sentimentos de Grande ao ter crises de ansiedade.
A décima canção "No Tears Left to Cry" é derivada do dance-pop e disco com batidas de UK Garage. Liricamente influenciada pelo atentado em Manchester, a faixa fala sobre otimismo e "celebrar a ascensão da negatividade do mundo", com Grande alternando entre pedidos por positividade com vocais mais agudos e cantos rítmicos nos versos, numa vocalização "quase falada". "Borderline" apresenta a participação especial de Missy Elliott e é influenciada pelo R&B dos anos 2000, com predominância de sintetizadores e percussão, enquanto suas letras retratam a intérprete jurando fidelidade ao seu parceiro. "Better Off" é uma balada R&B lenta que fala sobre o término de um relacionamento tóxico; foi especulado que se tratava do rapper Mac Miller, com quem Grande havia encerrado um namoro em maio de 2018. "Goodnight n Go" é uma regravação de Imogen Heap, derivando do EDM e do future bass com elementos de tropical house e deep house, enquanto seu conteúdo lírico retrata um romance doce. Heap aprovou a versão, dizendo para a Billboard: "É um verdadeiro presente. Acho que ela fez uma versão adorável. Adorei o verso picante que ela colocou e misturou no final". "Pete Davidson" é um interlúdio cujo título e letras referem-se ao então noivo da cantora, o comediante Pete Davidson. Sweetener termina com "Get Well Soon", uma balada soul de autoajuda inspirada pelos ataques de pânico vivenciados pela cantora após o atentado em Manchester. Assim como em "God Is a Woman", possui vocais em camadas para representar "as vozes na mente falando umas com as outras". Ela explicou que a obra fala sobre "estar lá para uns aos outros e ajudar uns aos outros em meio a tempos sombrios e ansiedade" e sobre "demônios pessoais e ansiedade, bem como tragédias mais íntimas". Ao final da faixa, ouve-se um trecho de 40 segundos de silêncio; jornalistas e fãs teorizaram que seria uma homenagem ao ocorrido em Manchester, pois além desta passagem a faixa termina com exatos 5 minutos e 22 segundos (5/22, a data do atentado).

## Recepção

### Crítica profissional
| Críticas profissionais | Críticas profissionais |
| Pontuações agregadas   | Pontuações agregadas   |
| Fonte                  | Avaliação              |
| ---------------------- | ---------------------- |
| Metacritic             | (81/100)               |
| Avaliações da crítica  |                        |
| Fonte                  | Avaliação              |
| Allmusic               | [ 73 ]                 |
| Entertainment Weekly   | (A-)                   |
| NME                    | [ 67 ]                 |
| Pitchfork              | (8,1/10)               |
| Rolling Stone          | [ 71 ]                 |
| Slant Magazine         | [ 110 ]                |
| The Daily Telegraph    | [ 68 ]                 |
| The Guardian           | [ 92 ]                 |
| The Independent        | [ 111 ]                |
| The Irish Times        | [ 112 ]                |

Sweetener foi aclamado por críticos musicais, que elogiaram sua produção, sua coesão, seu conteúdo lírico e os vocais de Grande, além de sua evolução musical, com alguns o considerando o melhor da cantora até então. As produções diferenciadas de Pharrell e as contemporâneas de Max Martin, as letras e mensagens transmitidas, sua consistência e coesão foram vistos de forma positiva, enquanto as participações foram recebidas de forma divergente pelos analistas. O portal  Metacritic, com base em vinte análises recolhidas, concedeu ao disco uma média de 81 pontos, que vai até cem, indicando "aclamação universal".
Louise Bruton, do The Irish Times, deu cinco estrelas totais para o projeto e descreveu-o o como "o álbum definitivo de Grande como artista", recebendo de forma positiva as colaborações com Pharrell e Martin e elogiando a cantora por não se limitar, escrevendo: "A maturidade e a ambição desse disco coloca Grande num caminho diferente ao que ela já fez parte como uma ex-estrela da Nickelodeon". Numa resenha positiva para a revista Variety, Chris Willman elogiou as produções experimentais e diversificadas de Pharrell e as grandiosas de Martin, bem como as colaborações, descrevendo o álbum como um "embaraço das riquezas da produção do estado do momento". Em matéria para a Billboard, Taylor Weatherby destacou motivos que fazem deste o melhor álbum da cantora: suas letras, que trazem "um novo significado de empoderamento", as colaborações e o novo lado artístico da musicista explorado nos trabalhos com Pharrell, concluindo que "é claramente uma vitória para a própria Ariana". Maeve McDermott, do USA Today, compartilhou da mesma opinião de Weatherby em relação às produções, prezando também a evolução artística e pessoal de Grande evidenciada no trabalho e concluindo: "Com sua composição segura de si e alguns promissores singles em potencial, Sweetener é bem sucedido como uma narrativa de retorno, dando à artista seu final feliz após o ano mais difícil de sua carreira".
Escrevendo para o Los Angeles Times, Mikael Wood viu de forma positiva a produção do álbum e as estruturas musicais inconvencionais das canções, destacando o trabalho de Pharrell e Martin e argumentando: "Há um senso incomum de autopossessão nesse álbum — um tipo de calma em êxtase — que o diferencia de qualquer coisa nas rádios pop neste momento". Dando uma nota A- numa escala de A a F, Larry Fitzmaurice, da Entertainment Weekly, elogiou a evolução artística e as composições de Grande e as produções "alegres e limpas" de Pharrell, concluindo ser "impossível não ceder ao Sweetener como um todo, um álbum pop fascinante e sorrateiramente complexo que acrescenta novos vincos criativos ao já estimável repertório de Grande". Brittany Spanos, da Rolling Stone, concedeu quatro de cinco estrelas para o disco e o considerou o melhor e mais focado de Grande até a data, descrevendo-o como um "pacote refrescante e coeso" e avaliando: "Sweetener não é o álbum sério e carregado de baladas que muitos esperavam que Grande fizesse, mas com certeza é o que ela precisava". Spanos também elogiou o trabalho de Pharrell e Martin, e concluiu que este era um dos discos pop mais fortes do ano. Siena Yates, escrevendo para o The New Zealand Herald, avaliou o álbum com a mesma classificação, elogiando as produções realizadas e os vocais da intérprete, e apontou que, enquanto no seu antecessor ela estava tentando se arriscar para se afastar de sua imagem adolescente, "Sweetener é um álbum de uma mulher que está confortável em suas próprias pele e habilidades".

"Sweetener (...) documenta um período de superação, de passar pelo pior e surgir mais forte, mais sábio, mais feliz. Grande poderia ir para qualquer direção depois do que ela experienciou, mas escolheu o otimismo e a resiliência. Redigida em produção que espia animadamente além do horizonte, a perspectiva dela é contagiosa."

—Trecho da análise de Chris DeVille, da Stereogum.
Escrevendo para a NME, Douglas Greenwood atribuiu ao álbum quatro de cinco estrelas e o considerou "[uma] coleção de canções pop confiante, realizada, às vezes de campo esquerdo, provando que ela não tem vergonha de experimentar". Ele também notou que "há algumas canções em Sweetener que você alegremente deixaria na prateleira". Com a mesma atribuição, Stephen Thomas Erlewine, do portal Allmusic, elogiou os vocais e os diversos estilos explorados no disco, descrevendo-o "uma espécie de triunfo duplo: ela saiu de um momento difícil mais forte e melhor do que nunca". Neil McCormick, do The Daily Telegraph, também entregou quatro estrelas de cinco possíveis ao disco sentiu que "a qualidade das canções é alta, embora haja momentos em que elas tentam muito demonstrar que a rainha adolescente está crescida agora", e argumentou que "à medida que os álbuns pop modernos, de marca e sucesso, vão, Sweetener é uma confecção deliciosa". O escritor, no entanto, opinou que Nicki Minaj e Missy Elliott "soam como se disparassem em versos clichês para um cheque de pagamento".
Jillian Mapes, da Pitchfork, deu uma nota 8,1 de 10 para o álbum e destacou a produção de Pharrell, comentando que seu trabalho "define um tom brilhante e ajuda a elevar as estruturas musicais mais convencionais do disco", avaliando também que Grande "não força a emoção destruidora de corações em baladas e hinos carregados de mensagens, mas ao invés disso deixa a natureza discreta da faixa-título radiar ao longo do álbum". Dando quatro estrelas de cinco totais, Alim Kheraj, do The Observer, escreveu que o CD faz jus ao espírito de "trazer luz a uma situação" onde Grande, "ao invés de permitir que a tragédia se prolongue, foca-se na crescente apreciação da vida subsequente", e cujo "contato com a moralidade permitiu  sua visão criativa e todos os aspectos de sua herança musical de terem o que mereciam". Khreaj, no entanto, considerou "frustante que a produção de Pharrell Williams seja tão inconsistente".  Numa análise positiva para o The New York Times, o periodista Jon Pareles elogiou a produção de Pharrell e Martin, escrevendo que ambos souberam explorar a voz da cantora com seus diferentes métodos de trabalho, e também os temas explorados no álbum, concluindo: "Enquanto alguns vocalistas convidados (Williams, Nicki Minaj, Missy Elliott) fornecem algum contraste, Grande navega acima de qualquer conflito, passado ou presente. Sua confiança é o seu triunfo". Com uma nota B+, Annie Zaleski, da página The A.V. Club, elogiou os temas e a produção diversa do disco, considerando-o o mais agradável da cantora até então, e concluindo: "Confiante e empoderado, Sweetener ilustra mais uma vez que Grande é uma camaleoa pop inigualável".
Wren Graves, da Consequence of Sound, deu uma nota B- para Sweetener, descrito por ele como "delicioso e às vezes enlouquecedor", escrevendo que a intérprete entrega uma "maturidade recém descoberta e um sabor refrescante em batidas fora de forma". Graves destacou as produções de Pharrell e viu de forma mista as de Martin, concluindo: "É raro um álbum com tantos momentos impressionantes subitamente tornar-se tão agressivamente medíocre. (...) [É] difícil se contentar com o álbum que é e não pensar sobre o que poderia ter sido". Sal Cinquemani, da Slant Magazine, atribuiu três estrelas e meia de cinco para o projeto e elogiou a evolução de Grande e as composições, destacando também as produções de Pharrell e concluindo: "Na maior parte, a fórmula resulta num álbum que é consistente e refinado, um reflexo da crescente consciência de Grande sobre si mesma como artista e seu lugar no mundo". Em análise para o The Guardian, Alexis Petridis deu três estrelas de cinco e disse que "suas colaborações com Pharrell realmente forçam os limites. Mas elas fazem com que o resto deste álbum pareça estereotipado". Apesar de ter achado este um álbum "desigual" que tenta equilibrar o desejo de um disco "esquisito" — como Grande disse —, Petridis sentiu que "o mundo poderia usar mais música pop tão imaginativa quanto os destaques de Sweetener". Com a mesma classificação, Kate Solomon, do The Independent, concluiu em sua resenha que "muitas vezes inesperado, às vezes de um jeito bom, é um álbum de uma artista em fluxo – tentando seguir adiante enquanto reluta em abandonar completamente as ideias antigas". Concedendo também três estrelas de cinco, Julia Sabbaga, da página brasileira Omelete, avaliou que a produção de Pharrell e os diferentes elementos explorados em Sweetener o tornam "um álbum pouco coeso". Ela concluiu que, ao contrário da declaração dada pelo empresário Scooter Braun, este não é um disco que traz músicas características da cantora, mas sim "um passo necessário para este caminho, que rendeu aos fãs algumas faixas que marcarão a carreira da cantora de modo positivo".

### Reconhecimento
"As melhores partes de Sweetener existem no poço desse turbilhão de sentimentos incertos em temos incertos. Assim como o sucesso, o contentamento e a felicidade são fugazes, o mesmo ocorre com a mágoa, a insegurança e o trauma do inesperado. Na maior parte do tempo que temos nesse lugar, estamos geralmente tristes (...) e com medo (...) [m]as, ainda assim, podemos nos sentir livres, invencíveis e sensuais diante do desconhecido, se quisermos; podemos ainda ter um pouco de esperança, mesmo quando ainda não encontramos nosso caminho no meio da escuridão."

—Terron Moore, da MTV, comentando a mensagem transmitida pelo álbum.
Sweetener entrou em diversas listas compilando os melhores álbuns de 2018 realizadas por diferentes publicações. A revista Billboard elegeu-o o melhor do ano numa coletânea com cinquenta projetos, definindo-o como "um corpo de trabalho coeso e pessoal" que "sucintamente arquivou [um] período fundamental na vida de Grande da maneira que apenas um álbum poderia — através de sua dor e ansiedade, seja apaixonada ou não, o CD (...) permitiu seus fãs verem que é possível tropeçar e ferir e ainda emergir mais forte e mais confiante do que nunca". O site The Daily Beast também considerou Sweetener o melhor álbum de 2018, com Marlow Stern avaliando que "a composição finalmente amadureceu o suficiente para combinar o alcance vocal de quatro oitavas [de Grande], nos deixando uma coleção de hinos pop que absolutamente se elevam". Numa matéria  para a MTV onde elegeu o álbum como uns dos mais notórios do ano, Terron Moore escreveu que ele entrou na mesma "realeza" de Teenage Dream (2010), de Katy Perry, e 1989 (2014), de Taylor Swift, "corpos de trabalho plenamente realizados que são confiantes, experientes [e] tão plenos do tempo que se tornam atemporais por conta própria". A Entertainment Weekly considerou-o o segundo melhor, com o colunista Alex Suskind escrevendo que ele "combina a voz inimitável de Grande com as baterias soluçantes e que atravessam gêneros de Pharrell Williams e os riffs limpos de Max Martin", resultando num "mundo lindo e minimalista que acaba com o sabor amargo" e no "projeto mais complexo [de Grande] até a data". Colocando-o no mesmo posto, Jael Goldfine, da revista Paper, escreveu: "Os sons brilhantes, balançantes e suaves de Sweetener — e os vários mantras e momentos de calor e leveza que foram oferecidos — foram um remédio num ano doloroso e ferido".
A Vice o ranqueou na terceira posição dentre os cem melhores do ano; Lauren O'Neil deduziu que "o estilo [musical] distinto de Grande — furtivo e doce, mas sempre direto, muito como a própria — faz de Sweetener uma audição tão agradável [e] muita de sua personalidade está alinhada dentro do álbum". Posicionando-o na mesma colocação numa lista com 50 projetos, Julia Grey, do portal Stereogum, escreveu que o trabalho "parece como um momento divisor de águas, lançado quando Grande era um ímã para polêmicas, quando todo mundo estava ouvindo". A Complex o elegeu como o quarto melhor de 2018, com a colunista Carolyn Bernucca argumentando que a cantora "sempre fez músicas boas, mas com Sweetener, ela finalmente nos deu um álbum que é realmente dela". O The New Zealand Herald posicionou-o na quarta colocação, sendo descrito como um dos lançamentos mais viciantes do ano por Siena Yates. A Rolling Stone o colocou na quinta posição dos 50 melhores do ano, com um editor comentando que o produto "transforma os limões mais azedos na limonada mais deliciosa". No catálogo com os 20 melhores álbuns pop de 2018, a revista posicionou-o na segunda colocação. A britânica Dazed considerou o produto o sexto melhor dentre 20, sendo adjetivado por Kemi Alemoru como "viciante como açúcar refinado". O jornalista Jon Pareles, do The New York Times, colocou Sweetener na sétima posição de sua lista dos dez melhores discos do período e escreveu que "faixas elaboradas porém insistentemente esqueléticas permitem que os vocais [da cantora] se provoquem, ataquem, se movam contra a pressão, floresçam dentro de harmonias e gozem de satisfação".
A Pitchfork elegeu-o como o 11.º melhor disco do ano dentre 50, com Alex Frank escrevendo que "por baixo das margens suaves e do brilho pop compatível com o streaming, há também [no álbum] um sentimento profundo de graça, crescimento e autoexpressão" e concluindo: "Se Sweetener não foi suficiente para levantar o pop em 2018, foi — para nós que procuramos nossa própria salvação dentro do gênero — uma adrenalina causada pelo açúcar muito necessária". A publicação Spin colocou Sweetener na posição de número 15 entre os 51 melhores álbuns de 2018, com Matthew Ramirez comentando que "Grande (...) jogou-se de cabeça no amor e na música, e recompensou os ouvintes com sentimentos de libertação feliz, descuidada e imprudente no estilo 'dane-se'". O periódico britânico The Guardian o considerou o vigésimo melhor álbum de 50, com um editor escrevendo que a intérprete "vai além dos limites" nele. Para a Slant Magazine, que reuniu 25 trabalhos lançados em 2018, Sweetener foi o 21.º melhor, sendo descrito pelo jornalista Paul Schrodt como uma "revelação para uma artista de 25 anos que, no passado, parecia ser cercada ao gravar via comitê [de terceiros]". A NME o colocou no mesmo posto em seu catálogo com cem discos, com Gary Ryan o adjetivando de "som de uma heroína pop dizendo 'negócios, como sempre' em meio a uma tempestade".
A National Public Radio (NPR) posicionou o álbum na 22.ª colocação entre os 50 melhores de 2018, com Lyndsey McKenna escrevendo que o produto "oferece intimidade" e se preserva "em toda a sua complexidade". Sweetener foi selecionado pelo portal PopMatters o 46.º melhor álbum de 2018 entre setenta, com Jon Lisi descrevendo-o como "o álbum mais pessoal de Grande até a data, relatando os altos e baixos que a moldaram nesses últimos anos".  Além destes, Sweetener constou nos catálogos de melhores do ano de 2018 organizados pela Associated Press (6.ª posição), Esquire estadunidense (10.ª posição) e britânica (33.ª posição), Clash (18.ª posição), ABC News (23.ª posição), e Yahoo! Music, empatado na sexta posição com Scorpion, do rapper Drake, bem como nas coletâneas sem posições do Allmusic e USA Today, e na lista de melhores álbuns pop e R&B do The A.V. Club. De acordo com o Metacritic, Sweetener foi o décimo álbum mais predominante nas listas de melhores do ano de 2018, enquanto o portal Album of the Year coletou um total de 39 destas listagens com o disco presente, além de outras duas relacionadas ao gênero pop. A BBC também fez uma compilação semelhante, na qual o disco finalizou na sexta colocação entre os mais bem recebidos pela crítica.

### Prêmios e indicações
"No Tears Left to Cry" venceu o prêmio de Best Pop nos MTV Video Music Awards de 2018, recebendo outras quatro indicações incluindo a de Video of the Year, com Grande sendo também nomeada em Artist of the Year. Na edição japonesa da cerimônia, obteve o troféu de Best Female Video – International. A obra foi duplamente indicada na francesa NRJ Music Awards, em Chanson Internationale de l'Année e Clip de l'Année, não conquistando nenhum, porém a artista recebeu o de Artiste Féminine Internationale de l'Année. Nos People's Choice Awards de 2018, a canção supracitada foi nomeada em Song of the Year e Music Video of the Year, Sweetener constou na categoria Album of the Year, e a cantora foi indicada em Female Artist of the Year, novamente sem sucesso. Sweetener obteve o troféu de Best Pop Vocal Album nos Grammy Awards de 2019, marcando a primeira vitória de Grande na premiação, com o single "God Is a Woman" perdendo para "Joanne (Where Do You Think You're Goin'?)", de Lady Gaga, na categoria de Best Pop Solo Performance. Também em 2019, o álbum ganhou o prêmio de Pop Album of the Year nos iHeartRadio Music Awards, com Grande ganhando as categorias de Artist of the Year e Female Artist of the Year.

## Singles
"No Tears Left to Cry" foi lançada como o primeiro single do disco em 20 de abril de 2018. Aclamado pela crítica, atingiu o topo das paradas de dez países e as dez primeiras colocações em vários outros. Nos Estados Unidos, debutou na terceira posição e rendeu à Grande sua nona canção a entrar nas dez primeiras da tabela, estendendo seu recorde de única artista com todos os singles iniciais estreando nos dez melhores postos. Dirigido por Dave Meyers, o seu vídeo musical foi apreciado por sua produção e visuais, recebendo 15.2 milhões de visualizações no Youtube em seu primeiro dia e vencendo um prêmio nos MTV Video Music Awards de 2018. "God Is a Woman" foi distribuído em 13 de julho seguinte como o segundo single. Recebido favoravelmente pela crítica, foi indicada a Best Pop Solo Performance nos prêmios Grammy de 2019. Comercialmente, liderou a tabela da Grécia e listou-se nas dez primeiras posições em várias nações, inclusive os EUA, onde ainda liderou as genéricas Pop Songs e Hot Dance Club Songs.  "Breathin" foi enviada para rádios mainstream estadunidenses em 18 de setembro de 2018 como o terceiro e último single do álbum. Críticos avaliaram de forma positiva suas letras e produção, selecionando-a como um dos destaques do disco. Após o lançamento do disco, a canção estreou no topo das tabelas gregas. Em território estadunidense, alcançou também o primeiro posto da Hot Dance Club Songs.
"The Light Is Coming", com a participação de Nicki Minaj, foi lançada como single promocional em 20 de junho de 2018, em conjunto com a pré-venda do disco. Foi recebida de forma ambivalente pela crítica, que teve posições diferenciadas em relação à sua produção. Atingiu a segunda posição na Grécia e entrou em posições de menor destaque em territórios como Austrália, Canadá e Estados Unidos.

## Impacto
"Quando Ariana Grande apareceu pela primeira vez nas rádios, ela surgiu como a princesa pop adolescente, uma diva chiclete usando um par de orelhas de gato. (...) Ela estava tão boa neste papel que ninguém pedia por mais. (...) Quem diria que ela explodiria como uma artista mundial que luta para reformular toda a ideia de como uma estrela pop opera? Parece que por baixo da superfície, Grande é gloriosamente esquisita no coração — vê-la agora é como a cena no filme de horror onde a rainha do baile surge com um machado."

—Rob Sheffield, da Rolling Stone, sobre a mudança e a transição na carreira da cantora obtidas a partir dos eventos promocionais de Sweetener.
Jornalistas notaram que, com o lançamento de Sweetener e seus singles, além da onipresença da cantora na mídia e na cultura popular em 2018, Grande havia atingindo um novo patamar em sua carreira e na música pop contemporânea, conseguindo realizar com sucesso a transição de uma estrela adolescente com uma fã-base de nicho para uma artista reconhecida e apreciada pela crítica e pelo público de massa. Outros observaram também que a intérprete conseguiu lançar músicas de sucesso cativantes, vídeos bem produzidos, receber aclamação crítica com seus álbuns, se arriscar musicalmente e ainda assim manter sua conexão com seus fãs e uma carreira consistentemente bem sucedida, e também foi capaz de se adaptar ao novo cenário da cultura e da música popular, em que as canções de maior sucesso são colaborações e geralmente de gêneros não relacionados ao pop.
Joe Coscarelli, do The New York Times, apontou que mesmo com a artista tendo "sucessos nas rádios, turnês esgotadas, mais seguidores nas redes sociais do que quase qualquer um e, claro aquela voz", ela atingiu um nível de consciência e apelo ao grande público consumidor com o disco, alinhada a um "cuidadoso pacote de profissionalismo pop". Ele também disse que esta dominância, surgida em meio a "um momento de transição nas maiores posições de vocalistas femininas provavelmente não é uma coincidência", ficou mais perceptível com o lançamento do produto e seu "otimismo discreto", que "proveram a espinha dorsal dessa fase vitoriosa". Ainda antes da distribuição do disco, Spencer Kornhaber, do The Atlantic, comentou que o lançamento das três primeiras canções "provocaram um senso de desafio e mortalidade abalada (...) [uma] trifeta de pseudo-espiritualismo e inovação sorrateira (...) a música e os vídeos de Grande irradiam [confiança inebriante e despreocupada]". Kornhaber escreveu também que, embora no início de sua carreira a artista tenha sido constantemente comparada com Mariah Carey ou vista como uma "criança adulta", ela conseguiu se afastar desses argumentos e trilhar um caminho consistente que resultou nos eventos promocionais do álbum, dando "aos ouvintes a sensação de manter algum segredo".
Compartilhando a opinião de Kornhaber, Rob Sheffield, da Rolling Stone, apontou que Ariana distanciou-se de produções genéricas e visuais moldados em favor de algo mais artístico e pessoal com o álbum, creditando tais atitudes como as responsáveis por aumentar ainda mais a popularidade da cantora e redefinir os conceitos do que é ser uma estrela pop em 2018. Para a Vanity Fair, Josh Duboff notou que mesmo tendo diversos elementos favoráveis à construção de uma carreira estável (antecedentes como atriz na televisão, escândalos expostos nos tabloides, singles de sucesso, um visual distinto e uma fã-base fiel), Grande ascendeu a um outro nível com Sweetener, tornando-se o "ícone dominante da cultura popular no verão [de 2018]". Esta transição, segundo Duboff, ocorreu não somente devido ao novo som adotado por ela, focado numa voz mais suave e com produção aerada e voltada ao R&B, mas também pelo fato de a cantora se destacar sozinha em meio às canções e aos artistas que estavam fazendo sucesso — como colaborações de diferentes gêneros, músicas hip hop ou latinas —, declarando: "No que definiríamos como o pop de 2018, Grande essencialmente está em seu próprio caminho". Bryan Rolli, da Forbes, escreveu que a musicista lançou alguns dos "mais dinâmicos e maduros" singles de sua carreira nos meses antecedentes ao álbum e simultaneamente criou uma das melhores narrativas pop de 2018. Ele citou como exemplo o lançamento de "No Tears Left to Cry", em que Grande abordou seu estado mental pós-atentado, o de "The Light Is Coming", em que ela explorou seu lado artístico e assumiu riscos, e o de "God Is a Woman", que "estabeleceu a cantora como uma artista madura e totalmente desenvolvida pronta para iniciar a próxima frase de sua carreira".
Em entrevista para a revista Fast Company, o produtor Tommy Brown comentou que a nova ascensão de Grande em sua carreira foi causada pela decisão dela de compartilhar suas emoções mais íntimas com o público, descrevendo a ascendência como um "momento honesto". Allison Kaye, presidente da SB Projects, empresa que gerencia a cantora, também destacou que este momento ocorreu devido à decisão da artista de preferir canalizar suas emoções nas músicas, um processo "terapêutico" para ela, ao invés de desacelerar seu ritmo de trabalho. Escrevendo para a Billboard, Andrew Unterberger expressou que mesmo já tendo uma carreira consistente e singles de sucesso, foi com Sweetener que Ariana atingiu um novo auge crítico e comercial e um novo tipo de sucesso. De acordo com ele, a recepção mais favorável do disco na crítica e nas paradas, comparado com seus álbuns anteriores, ocorreu graças à nova direção musical e lírica da cantora e sua resiliência ao ataque em Manchester — ações que, segundo o jornalista, fizeram ela se adaptar ao novo cenário da indústria e da cultura popular. O editor ainda comparou a repercussão do lançamento com outros artistas contemporâneos, nomeadamente Katy Perry, Miley Cyrus e Justin Timberlake (retornos comerciais abaixo do esperado), Lorde, Kesha e Pink (vendas boas e críticas positivas mas desempenhos fracos nas rádios ou nas paradas) e Taylor Swift (uma notável perda de onipresença com Reputation), e concluiu que "enquanto seus colegas e antecessores são vítimas da mudança de gostos e tendências dentro do panorama pop, Ariana continua a ascender intocavelmente".
| “ | Os dias de hinos dance-pop radiofônicos (...) como o principal elemento da música mainstream estão em grande parte acabados, com (...) o dance-pop na maior parte substituído pelo hip hop. Mas o que torna isso mais impressionante é como Grande continua a desafiar a gravidade enquanto muitos de seus colegas pop caem ao seu redor. Ao amadurecer seu som sem super revisá-lo, ao superar a tragédia e voltar com mais força do que nunca, ela conseguiu chegar a 2018 como uma das maiores e mais amadas estrelas da música. | ” |
|   | — Andrew Unterberger, da Billboard, comentando sobre o destaque e a ascensão de Grande conquistados com o álbum. |   |

## Lista de faixas
| N.º            | Título                                                  | Compositor(es)                                                                         | Produtor(es)               | Duração |  |
| 1.             | "Raindrops (An Angel Cried)"                            | Bob Gaudio                                                                             | Ilya · Max Martin          | 0:37    |  |
| 2.             | "Blazed" (com participação de Pharrell Williams)        | Pharrell Williams · Ariana Grande · Maxine Ashley                                      | Williams                   | 3:16    |  |
| 3.             | "The Light Is Coming" (com participação de Nicki Minaj) | Williams · Onika Maraj · Ariana Grande                                                 | Williams                   | 3:48    |  |
| 4.             | "R.E.M"                                                 | Williams · Grande                                                                      | Williams                   | 4:05    |  |
| 5.             | "God Is a Woman"                                        | Grande · Max Martin · Savan Kotecha · Rickard Göransson · Ilya Salmanzadeh             | Ilya                       | 3:17    |  |
| 6.             | "Sweetener"                                             | Williams · Grande                                                                      | Williams                   | 3:28    |  |
| 7.             | "Successful"                                            | Williams · Grande                                                                      | Williams                   | 3:47    |  |
| 8.             | "Everytime"                                             | Grande · Kotecha · Salmanzadeh · Martin                                                | Ilya, Martin               | 2:52    |  |
| 9.             | "Breathin"                                              | Grande · Salmanzadeh · Kotecha · Peter Svensson                                        | Ilya                       | 3:18    |  |
| 10.            | "No Tears Left to Cry"                                  | Grande · Martin · Salmanzadeh · Kotecha                                                | Martin · Ilya              | 3:25    |  |
| 11.            | "Borderline" (com participação de Missy Elliott)        | Williams · Grande · Melissa Elliott                                                    | Williams                   | 2:57    |  |
| 12.            | "Better Off"                                            | Tommy Brown · Chauncey Hollis · Brian Malik Baptiste · Kim "Kaydence" Krysiuk · Grande | Hit-Boy · Brown · Baptiste | 2:51    |  |
| 13.            | "Goodnight n Go"                                        | Brown · Charles Anderson · Michael Foster · Grande · Victoria McCants                  | Brown · Anderson · Foster  | 3:09    |  |
| 14.            | "Pete Davidson"                                         | Grande · Brown · Anderson · Monét                                                      | Brown · Anderson           | 1:13    |  |
| 15.            | "Get Well Soon"                                         | Williams · Grande                                                                      | Williams                   | 5:22    |  |
| Duração total: | Duração total:                                          | Duração total:                                                                         | Duração total:             | 47:25   |  |

| Faixa bônus da edição japonesa |                                  |                                         |                |         |  |
| N.º                            | Título                           | Compositor(es)                          | Produtor(es)   | Duração |  |
| 16.                            | "No Tears Left to Cry" (karaokê) | Grande · Martin · Kotecha · Salmanzadeh | Martin · Ilya  | 3:25    |  |
| Duração total:                 | Duração total:                   | Duração total:                          | Duração total: | 50:50   |  |

| DVD bônus da edição japonesa |                                                                         |             |         |  |
| N.º                          | Título                                                                  | Diretor     | Duração |  |
| 1.                           | "No Tears Left to Cry" (vídeo musical)                                  | Dave Meyers | 3:59    |  |
| 2.                           | "The Light Is Coming" (com participação de Nicki Minaj) (vídeo musical) | Meyers      | 3:53    |  |

Notas
- Todas as canções, exceto "R.E.M" e "God Is a Woman", são estilizadas em letra minúscula.
- "God Is a Woman" é estilizada como "God is a woman".
- "R.E.M" e "Sweetener" possuem vocais adicionais de Pharrell Williams.
- "Goodnight n Go" contém amostras e é uma regravação parcial de "Goodnight and Go", composta e interpretada por Imogen Heap.

## Desempenho comercial

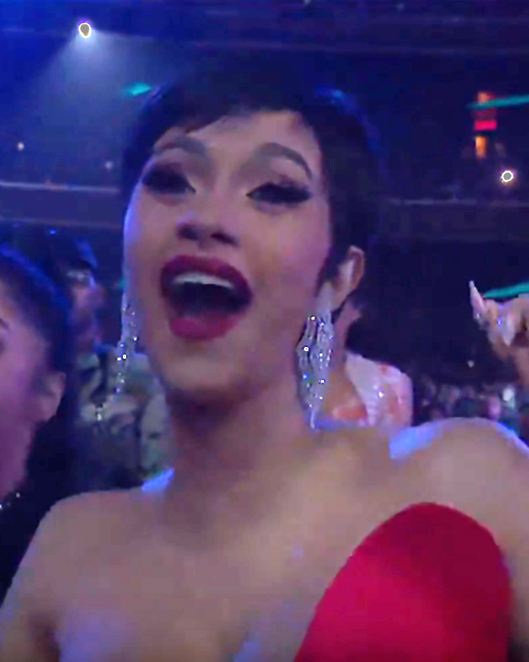
Sweetener obteve o segundo melhor debute feminino de 2018, ficando apenas atrás do álbum Invasion of Privacy, da rapper Cardi B.

Nos Estados Unidos, Sweetener estreou no topo da Billboard 200 com 231 mil unidades equivalentes adquiridas, das quais 127 mil vieram de vendas físicas e digitais, rendendo à cantora sua terceira liderança na parada. Estes números representaram o segundo melhor debute de uma artista feminina em 2018, apenas atrás de Invasion of Privacy de Cardi B (255 mil cópias), e o melhor de uma artista feminina pop no ano; em relação aos streams, o disco registrou 126.7 milhões de execuções em sua semana de estreia, marcando a melhor semana de um álbum pop feminino até então e a segunda melhor no geral — ficando, na época, atrás de ÷ de Ed Sheeran, que também debutou no topo com 134.6 milhões de reproduções. No mesmo período, o trabalho debutou no cume da Digital Albums, e Grande liderou também a Artist 100, que mede a popularidade dos artistas nos Estados Unidos através das vendas dos discos e suas faixas, streams, execuções nas rádios e interações nas redes sociais. Na semana seguinte, Sweetener caiu para a quarta colocação com 75 mil cópias equivalentes (uma queda de 67%), movendo-se para a quinta na terceira semana com outras 56 mil vendidas, e para a décima em sua quarta semana com 44 mil exemplares equivalentes. Com o lançamento de "Thank U, Next" em novembro de 2018, o álbum saltou da vigésima para a décima primeira posição na Billboard 200, ascendendo cinco colocações — da 23.ª para a 18.ª — após a distribuição do álbum homônimo, em fevereiro de 2019. Ao final de 2018, o produto encerrou como 38.º mais bem sucedido na Billboard 200 e o 15.º na Digital Albums, obtendo vendas equivalentes de 964 mil cópias, sendo 213 mil entre exemplares físicos e digitais. A Recording Industry Association of America (RIAA) concedeu um certificado de platina ao disco, reconhecendo vendas equivalentes de 1 milhão de cópias adquiridas nos Estados Unidos.
No Canadá, Sweetener estreou na primeira posição com 18 mil cópias equivalentes, registrando a maior quantidade de streams na semana e rendendo à cantora sua segunda liderança na tabela, após My Everything em 2014. Permaneceu entre os dez mais comprados até a semana de 13 de outubro de 2018, pulando da 25.ª para a 11.ª posição depois do lançamento de "Thank U, Next", e da 20.ª para a 15.ª após o álbum homônimo. Sendo o 35.º de maior sucesso na parada em 2018, o álbum foi certificado com platina pela Music Canada (MC), em reconhecimento às 80 mil cópias vendidas no território. Na América Latina foi igualmente bem recebido, atingindo a liderança no México e sendo o 19.º mais bem sucedido do ano, rendendo-lhe um certificado de disco de ouro da Asociación Mexicana de Productores de Fonogramas y Videogramas (AMPROFON) pelas 30 mil unidades comercializadas, enquanto no Brasil foi certificado com idsco de ouro pela Pro-Música Brasil denotando vendas de 20 mil cópias.
No Reino Unido, Sweetener estreou no topo da parada de álbuns com 45 mil unidades equivalentes, marcando a segunda liderança de Grande na tabela e também a sua melhor semana de vendas no território até então; sua versão em fita cassete foi a mais vendida daquela semana, com 1 250 exemplares adquiridos. Em duas semanas, recebeu um certificado de disco de prata pela British Phonographic Industry (BPI) após vender 50 mil cópias, atualizado para ouro no mês de outubro com cem mil unidades vendidas. Esteve entre os dez mais comprados por outras quatro semanas e saltou do número 15 para o número 10 com o lançamento de "Thank U, Next", enquanto o lançamento do álbum de mesmo nome causou a ascensão do número 26 para o 18. O projeto encerrou 2018 como o 16.º mais bem sucedido em território britânico, sendo o mais bem posicionado por uma artista feminina internacional solo. Ao redor da Europa, Sweetener atingiu a vice-liderança na Dinamarca e na França, a terceira posição na Alemanha, a quarta na Áustria e a sexta na Hungria, liderando também as paradas de quinze outros países, inclusive Noruega e República Checa, onde foi o mais comprado na semana posterior à sua estreia. Foi certificado com disco de plaina em terras norueguesas, e com ouro em territórios dinamarquês, francês, italiano, polonês e sueco.
Na Ásia, Sweetener estreou na quinta posição da japonesa Oricon e em duas tabelas distintas da sul-coerana Gaon, debutando na 24.ª colocação da parada geral e na segunda da internacional, atrás de Bloom, de Troye Sivan. Encerrou 2018 como o 34.º álbum internacional mais vendido na Coreia do Sul, enquanto no Japão suas vendas foram reconhecidas com o troféu de Best 3 Albums (International) no Japan Gold Disc Award de 2019, premiação organizada pela Recording Industry Association of Japan (RIAJ). Na Oceania, estreou no topo das tabelas da Austrália e Nova Zelândia, onde liderou na semana seguinte. Encerrou 2018 como o 16.º mais vendido no primeiro e o 26.º no segundo, e foi também certificado com disco de platina pelas organizações de vendas de ambos os países, representando 70 mil cópias na Austrália pela Australian Recording Industry Association (ARIA) e 30 mil na Nova Zelândia pela Recorded Music NZ (RMNZ).
| Tabela musical (2018)                           | Melhor posição |
| ----------------------------------------------- | -------------- |
| Alemanha (Media Control Charts)                 | 3              |
| Austrália (ARIA Charts)                         | 1              |
| Áustria (Ö3 Austria Top 40)                     | 4              |
| Bélgica (Ultratop 50 de Flandres)               | 1              |
| Bélgica (Ultratop 40 da Valônia)                | 1              |
| Canadá (Canadian Albums Chart)                  | 1              |
| Coreia do Sul (Gaon Albums Chart)               | 24             |
| Coreia do Sul (Gaon International Albums Chart) | 2              |
| Dinamarca (Hitlisten)                           | 2              |
| Escócia (Scotish Albums Charts)                 | 1              |
| Eslováquia (IFPI Slovenská Republika)           | 1              |
| Espanha (PROMUSICAE)                            | 1              |
| Estados Unidos (Billboard 200)                  | 1              |
| Estados Unidos (Digital Albums)                 | 1              |
| Estônia (Eesti Albumid Tipp-40)                 | 1              |
| Finlândia (Suomen virallinen lista)             | 1              |
| França (SNEP)                                   | 2              |
| Hungria (MAHASZ)                                | 6              |
| Irlanda (Irish Albums Chart)                    | 1              |
| Itália (FIMI)                                   | 1              |
| Japão (Oricon)                                  | 5              |
| México (Mexican Albums Chart)                   | 1              |
| Noruega (VG-lista)                              | 1              |
| Nova Zelândia (NZ Top 40 Albums)                | 1              |
| Países Baixos (Dutch Charts)                    | 1              |
| Polônia (ZPAV)                                  | 1              |
| Portugal (AFP)                                  | 1              |
| Reino Unido (UK Albums Chart)                   | 1              |
| Chéquia (IFPI Česká Republika)                  | 1              |
| Suécia (Sverigetopplistan)                      | 1              |
| Suíça (Schweizer Hitparade)                     | 1              |

| Tabela musical (2018)                           | Posição |
| ----------------------------------------------- | ------- |
| Austrália (ARIA Charts)                         | 16      |
| Bélgica (Ultratop 50 de Flandres)               | 33      |
| Bélgica (Ultratop 40 da Valônia)                | 90      |
| Canadá (Canadian Albums Chart)                  | 35      |
| Coreia do Sul (Gaon International Albums Chart) | 34      |
| Dinamarca (Hitlisten)                           | 48      |
| Estados Unidos (Billboard 200)                  | 38      |
| Estados Unidos (Digital Albums)                 | 15      |
| Irlanda (Irish Albums Chart)                    | 13      |
| Itália (FIMI)                                   | 64      |
| México (Mexican Albums Chart)                   | 19      |
| Nova Zelândia (NZ Top 40 Albums)                | 26      |
| Países Baixos (Dutch Charts)                    | 20      |
| Reino Unido (UK Albums Chart)                   | 16      |
| Suécia (Sverigetopplistan)                      | 48      |
| Suíça (Schweizer Hitparade)                     | 88      |

| País (Empresa)             | Certificação |
| -------------------------- | ------------ |
| Austrália (ARIA)           | Platina      |
| Brasil (Pro-Música Brasil) | Ouro         |
| Canadá (Music Canada)      | Platina      |
| Dinamarca (IFPI Dinamarca) | Ouro         |
| Estados Unidos (RIAA)      | Platina      |
| França (SNEP)              | Ouro         |
| Itália (FIMI)              | Ouro         |
| México (AMPROFON)          | Ouro         |
| Noruega (IFPI Noruega)     | Platina      |
| Nova Zelândia (RMNZ)       | Platina      |
| Polônia (ZPAV)             | Ouro         |
| Reino Unido (BPI)          | Ouro         |
| Suécia (GLF)               | Ouro         |

## Equipe e colaboradores
Todo o processo de elaboração de Sweetener atribui os seguintes créditos:
Gestão
| - Ariana Grande: produção executiva - Scooter Braun: produção executiva, gestão (SB Projects) - Wendy Goldstein: A&R - Kenneth Jarvis III: coordenação de A&R - Donna Gryn: marketing - Jackie Augustus: marketing digital - Tim Hyreyshyn: marketing digital | - Michael Alexander: marketing internacional - Brian Sutnick: marketing internacional - Rachel Bisdee: marketing internacional - Allison Kaye: gestão (SB Projects) - Scott Marcus: gestão (SB Projects) - Aaron Rosenberg: representação legal |

Locais de gravação
| - Glenwood Place Studios (Burbank, Califórnia) - Jungle City Studios (Nova Iorque) - Germano Studios (Nova Iorque) - Chalice Recording Studios (Hollywood, Califórnia) - Conway Recording Studios (Hollywood, Califórnia) - East West Studios (Hollywood, Califórnia) | - MXM Studios (Los Angeles, Califórnia; Estocolmo) - The Lunchtable (Los Angeles, Califórnia) - Midnight Blue Studios (Miami, Flórida) - Soutch Beach Studios (Miami, Flórida) - District 4-12 (Northridge, Califórnia) |

| Locais de mixagem - Callanwolde Fine Arts Center (Atlanta, Geórgia) - MixStar Studios (Virginia Beach, Virgínia) Locais de masterização - Sterling Sound (Nova Iorque) | Visuais e imagem - Dave Meyers: fotografia - Jessica Severn: direção artística, design |

| Vocais - Ariana Grande: vocalista principal, vocalista de apoio - Pharrell Williams: vocalista participante, vocalista adicional - Nicki Minaj: vocalista participante - Missy Elliott: vocalista participante - Ilya: vocalista de apoio | Instrumentação - Rickard Göransson: guitarra - Peter Lee Johnson: cordas - Max Martin: baixo, baterias, teclados, percussão - Ilya: baterias, guitarra, teclado, baixo, percussão |

Produção
| - Ariana Grande: composição - Max Martin: composição, produção - Ilya: composição, produção, mixagem - Randy Merrill: masterização - Sam Holland: mixagem - Cory Bice: assistência de gravação - Phil Tan: mixagem - Manny Marroquin: mixagem - Pharrell Williams: composição, produção - Andrew Coleman: gravação, edição digital, arranjos - Mike "Miguel Milliones" Larson: gravação, edição digital, arranjos, programação adicional - Thomas Cullison: assistência de gravação - Ben "Bengineer" Sedano: assistência de gravação - Scott Desmarais: assistência de mixagem - Aubry "Big Juice" Delaine: gravação (Nicki Minaj) - Manny Park: assistência de gravação (Nicki Minaj) - Chris Galland: assistência de mixagem - Noah Passovoy: gravação - Bob Gaudio: composição | - Robin Florent: assistência de mixagem - Bill Zimmerman: engenharia adicional - Jacob Dennis: assistência de gravação - Ramon Rivas: assistência de gravação - Rickard Göransson: composição, produção - Missy Elliott: composição, gravação - Brendan Morawski: assistência de gravação - Brian Malik Baptiste: produção - Guilhermo Lefeld: assistência de gravação - Jon Sher: assistência de gravação - Peter Svensson: composição - Charles Anderson: composição, produção - Kris Crawford: assistência de gravação - Tommy Brown: composição, produção - Jeremy Lertola: assistência de gravação - Iain Findlay: assistência de gravação - Kim "Kaydence" Krysiuk: composição - Hit-Boy: composição, produção - Victoria McCants: composição |